# Postedició
Postedició “és el procés de millorar una traducció generada per una màquina amb una mínima mà d'obra”.
 Una persona que post-edita es diu una o un posteditor. El concepte de post edició està lligat a la pre edició. En el procés de traducció d'un text mitjançant la traducció automàtica, es poden obtenir millors resultats amb la pre edició del text original per exemple aplicant els principis del llenguatge controlat i després post editar la publicació de la màquina. És diferent de l'edició, la qual es refereix al procés de millorar el text generat per humans (procés que sovint es coneix com a revisió en el camp de la traducció). Els textos post-editats després podran ser revisats per assegurar la qualitat de les opcions d'idioma i corregir els errors més simples.
La post edició consisteix en la correcció de traduccions automàtiques de publicacions per assegurar que es compleix amb el nivell de qualitat acordat prèviament entre el client i el post editor. La post edició simple es refereix a crear una publicació simplement comprensible; la post edició completa es refereixi a crear una publicació estilísticament apropiada. Amb els avanços en la traducció automàtica la post edició s'ha convertit en una alternativa de traducció manual. Hi ha una sèrie d'eines de programari que recolzen la post edició de traduccions automàtiques. Aquestes inclouen a Google Translator Toolkit, SDL Trados i Systran.

## Post-edició i Traducció automàtica
La traducció automàtica va abandonar els laboratoris per començar a ser usada amb el seu propòsit real en els setanta en grans institucions com la Comissió Europea i l'Organització Panamericana de la salut, i després, en algunes empreses com Caterpillar i General Motors. Els primers estudis en post edició van sorgir a mitjan vuitanta, lligats a les implementacions. Per desenvolupar directrius apropiades i capacitació, membres de l'Associació per a la traducció automàtica en les Américas (AMTA) i l'Associació Europea per a la traducció automàtica (EAMT) estableixen un grup d'interès especial de post edició en 1999.
Després dels anys noranta, els avanços en la potència dels ordinadors i connectivitat van accelerar el desenvolupament de la traducció automàtica i van permetre el seu desplegament a través del navegador web, com un complement gratuït, útil per als principals cercadors (Google Translate, Bing Translator, Yahoo! Babel Fish). Una acceptació més àmplia de la traducció automàtica menys perfecta va estar acompanyada també per una acceptació de la post edició. Amb la demanda de la localització de béns i serveis, creixent a un ritme que podria no complir-se per la traducció humana, ni amb l'ajuda de memòries de traducció i altres tecnologies de gestió de traducció, cossos industrials tals com la societat d'usuaris d'automatització de traducció (TAUS) esperen que la traducció automàtica i la post edició juguin un paper molt major en els propers anys.
Entre les expectatives de la post edició existeix aconseguir un nivell de qualitat que se sembli a la traducció humana. Amb els avanços en la traducció automàtica, això progressa. Per a alguns parells d'idiomes i d'algunes tasques i, amb els motors que han estat entrenats amb específics dades de domini de bona qualitat, alguns clients ja estan sol·licitant als traductors professionals post-editar en lloc de traduir des de zero, la creença és que aconseguiran una qualitat similar però a baix cost.

## Post-edició i la indústria de la llengua
Després d'aproximadament trenta anys, la post edició encara és una “professió emergent”. El que porta al fet que el perfil del post editor encara no hagi estat totalment estudiat. La post edició se superposa amb la traducció i l'edició però solament parcialment. La majoria creu que el post editor ideal serà un traductor que desitja capacitar-se en les habilitats específiques requerides, però hi ha alguns que creuen que un bilingüe sense una formació en traducció pot ser més fàcil d'entrenar-se. No es coneix molt sobre qui són els reals post editors, si treballen sobretot com a interns, empleats o treballadors independents, ni en quines condicions.
La post-edició s'usa quan la traducció automàtica no és prou bona i traducció manual no és necessària. La indústria aconsella que la post edició s'utilitzi quan, almenys, es pugui doblegar la productivitat de la traducció manual, fins a cuádruple en el cas de la post edició simple. Aquestes observacions probablement estaran basades en conjectures fetes alguns anys enrere, més que en fets que s'apliquin en el present.
No hi ha xifres clares sobre el guany de la post-edició dins de la indústria de la traducció. Una enquesta recent va mostrar que el 50% dels proveïdors de serveis lingüístics ho van oferir, però pel 85% d'ells representa menys del 10% del seu rendiment.
Les estimacions de productivitat i volum són, en qualsevol cas, blancs mòbils; ja que els avanços en la traducció automàtica, en gran part impulsada pel text post editat sent enviat de retorn als seus nuclis, significarà que a més post edició, més alta la qualitat de la traducció automàtica i l'extensió de la post edició farà que fins que la professió – i la indústria – de la post edició aconsegueixin la productivitat màxima o potser un dia fins i tot desaparegui.